# مشروع 56
مشروع 56 هو عبارة عن سلسلة من 4 تجارب نووية أجرتها الولايات المتحدة في (1955-1956) في موقع تجارب نيفادا. سبقت هذه الاختبارات سلسلة عملية ويجوام وتلتها سلسلة عملية الجناح الأحمر.

## نبذة
كانت هذه التجارب عبارة عن اختبارات أمان والغرض منها تحديد ما إذا كان السلاح أو الرأس الحربي تالف بعد حادث سينفجر بفعل انفجار نووي حتى لو كان بعض أو كل المكونات شديدة الانفجار تحترق أو يتم تفجيرها.
كان الإجراء الخاص بهذه الاختبارات هو عيب القنبلة التجريبية عن طريق إزالة سلك مفجر أو ربما جميعها فيما عدا واحدة على سبيل المثال ثم إطلاق السلاح بشكل طبيعي وفي حال وجود عائد نووي في إطلاق النار يعتبر الاختبار فاشل من جهة السلامة.